# اچ‌ام‌اس باکسر (۱۸۱۲)
اچ‌ام‌اس باکسر (۱۸۱۲) (به انگلیسی: HMS Boxer (1812)) یک کشتی است که طول آن ۸۴ فوت ۱ اینچ (۲۵٫۶ متر) می‌باشد. این کشتی در سال ۱۸۱۲ ساخته شد.